# Rhodobryum aubertii
Rhodobryum aubertii là một loài Rêu trong họ Bryaceae. Loài này được (Schwägr.) Thér. miêu tả khoa học đầu tiên năm 1922.